# 库拉尔韦略
库拉尔韦略是巴西帕拉伊巴州的一个市镇。总面积180.585平方公里，总人口2574人，人口密度14.3人/平方公里。